# Manuel Lanzini
Manuel Lanzini, född 15 februari 1993 i Ituzaingó, är en argentinsk fotbollsspelare som spelar för River Plate.

## Karriär
Den 22 juli 2015 lånades Lanzini ut till West Ham United på ett låneavtal över säsongen 2015/2016. Det fanns även en köpoption med i låneavtalet. Den 24 mars 2016 valde West Ham att utnyttja köpoptionen och Lanzini skrev på ett fyraårskontrakt med start från den 1 juli 2016.
Den 2 augusti 2023 blev Lanzini klar för en återkomst i River Plate, där han skrev på ett ettårskontrakt.